# Berchtold Haller (Theologe)

Berchtold Haller

Berchtold Haller (* um 1492 in Aldingen, Württemberg; † 25. Februar 1536 in Bern) war ein katholischer Theologe, Lehrer, Chorherr, Leutpriester und Reformator der Stadt Bern.

## Leben
Haller stammte aus bäuerlichen Verhältnissen, aber seine Eltern schickten ihn an die Lateinschule in Rottweil und Pforzheim, die Michael Rubellus und Georg Simler leiteten. Dort lernte er Philipp Melanchthon, Simon Grynaeus und Melchior Volmar kennen. Er studierte ab 1510 in Köln Theologie. Nach dem Abschluss 1512 wurde er Lehrer in Rottweil und um 1513 in Bern, wo ihn die Gesellschaft zu Pfistern zu ihrem Kaplan wählte. 1520 wurde er Chorherr und Leutpriester am Münster. 1521 besuchte er Ulrich Zwingli in Zürich, der sein Freund und Berater wurde und seitdem in lebhaftem Briefwechsel mit ihm stand.
Seine eher schüchternen Versuche, die Berner Kirche zu reformieren, die er ab 1522 zusammen mit dem Berner Franziskanerprediger Sebastian Meyer unternahm, trafen auf starken Widerstand. Als Haller von den Priestern öffentlich als «Erzketzer und dickbäuchiger Lügner» bezeichnet wurde, plante er schon, sich nach Basel zurückzuziehen, unter dem Vorwand, die alten Sprachen studieren zu wollen. Zwingli redete ihm dies jedoch aus: «Fahre nur mutig fort, deine wilden Bären allmählich zu zähmen. Du darfst aber mit den Deinen nicht so umgehen wie ich mit den Meinen: Ihre Ohren sind noch allzu hart, als dass man sie plötzlich scharf kratzen dürfte. Solche Tiere muss man sanft streicheln.»
Dazu kam ihm von anderer Seite eine energische Unterstützung: Die drastischen antikatholischen Fasnachtsspiele 1522 von Niklaus Manuel Deutsch fanden in der Bevölkerung starken Widerhall, ebenso wie sein Totentanz an der Friedhofsmauer des Dominikanerklosters, die den Klerus nicht gerade schmeichelhaft darstellten. Ab 1523 ging Haller bei seinen Predigten nach dem Vorbild Zwinglis zur fortgesetzten Schriftauslegung über. 1524 erlitten die reformierten Kräfte politisch starke Rückschläge, Haller wurde angefeindet, und der Chronist Valerius Anshelm und der Prediger Sebastian Meyer mussten die Stadt verlassen. 1525 hörte er in Bern auf, die Messe zu lesen, und erhielt eine Predigerstelle. 1526 nahm er an der Badener Disputation teil. Am 22. April 1527 wurde eine Verfassungsänderung gutgeheissen, die die reformiert Gesinnten begünstigte, sie beschlossen am 17. November eine Disputation. Mit Franz Kolb hatte er im Sinn Zwinglis zehn Thesen formuliert. Im Januar 1528 fand das grosse Glaubensgespräch in Bern statt, an dem fast 300 Geistliche teilnahmen. Haller hielt die Eröffnungs- und Schlussrede und verteidigte auch einige Thesen. Es resultierte das Berner Reformationsedikt vom 7. Februar 1528, mit dem sich Bern offiziell für die Reformation entschied. Für die anschliessende Umsetzung der Reformation schickte Zwingli die Theologen Sebastian Hofmeister, Rhellikan und Kaspar Megander zur Unterstützung, wobei der gemässigte Haller sich mit letzterem zerstritt. 1529 oder 1530 heiratete er Apollonia vom Graben, die Ehe blieb jedoch kinderlos.
1530 scheiterte sein Versuch, auch Solothurn durch Predigten für die Reformation zu gewinnen. Zwinglis Tod 1531 brachte die Reformation in Bern in eine Krise, woraufhin der Rat die erste Berner Synode einberief, an der 200 Pfarrer teilnahmen. Haller sorgte sich sehr um die Berner Reformation, zumal Zwinglis Nachfolger Heinrich Bullinger nicht teilnehmen konnte. Er erhielt jedoch tatkräftige Unterstützung von Wolfgang Capito, der kurz vor der Eröffnung der Synode in Bern eintraf und zusammen mit Haller den Berner Synodus erarbeitete, den die Synode dann annahm. 1532 wurde Haller oberster Dekan in Bern und somit Leiter der Berner reformierten Kirche. Er war zuständig für Kirchenvisitationen, Schulen und theologische Bildung.
Seit 1527 stand er in regem Kontakt mit Guillaume Farel im Westen und Heinrich Bullinger in Zürich und wurde so ein Mittler zwischen der calvinistischen und Zürcher Reformation. In den Konflikten mit dem Berner Oberland und den katholischen Orten sowie den Täufern nahm er eine eher gemässigte Haltung ein und wollte das Schwert nicht eingesetzt wissen. Seine letzten Jahre waren getrübt von vielen Krankheiten, aber er erlebte noch den Durchbruch der Reformation in Biel, Murten, Neuenburg und Genf.

## Werke
Zusammen mit Wolfgang Capito verfasste er den Berner Synodus, die Kirchenordnung für Bern.

## Trivia
Der Buchverlag des Evangelischen Gemeinschaftswerks in Worblaufen trägt den Namen von Berchtold Haller.